# Seznam ruandskih generalov
Seznam ruandskih generalov.

## B
Augustin Bizimungu - 

## H
Juvenal Habyarimana - 

## K
Paul Kagame - 